# Bielstein (Kaufunger Wald)
Der Bielstein (nicht zu verwechseln mit dem nahe Großalmerode im Kaufunger Wald gelegenen Bilstein) ist ein 527,8 m ü. NHN hoher Berg der Söhre (Teilgebiet Stiftswald Kaufungen) bei Helsa im hessischen Landkreis Kassel.

## Geographie

### Lage
Der Bielstein erhebt sich im Geo-Naturpark Frau-Holle-Land (Werratal.Meißner.Kaufunger Wald) innerhalb des bewaldeten Stiftswald Kaufungen rund 2 km westsüdwestlich des Kernorts von Helsa, 2,5 km nördlich von dessen Ortsteil Eschenstruth und etwa 4 km (Entfernungen jeweils Luftlinie) südöstlich von Kaufungen.
Knapp 200 m (Luftlinie) östlich des Bielsteingipfels befindet sich das wuchtige Naturdenkmal Bielsteinkirche (auch Bielstein-Kirche oder Bielsteinskirche genannt), eine kirchenförmige Basaltfelsformation, deren Felsen bis etwa 15 m hoch aufragen und in vorchristlicher Zeit vermutlich als Opferstätte genutzt wurden.
Knapp 600 m (Luftlinie) nordwestlich des Bilsteingipfels befinden sich am Michelskopf die Michelskopfseen. In Richtung Eschenstruth liegt die Quelle des Schweinebörnchens.

### Naturräumliche Zuordnung
Der Bielstein gehört in der naturräumlichen Haupteinheitengruppe Osthessisches Bergland (Nr. 35), in der Haupteinheit Fulda-Werra-Bergland (357) und in der Untereinheit Kaufunger Wald und Söhre (357.7) zum Naturraum Söhre (357.70).

## Erschließung
Zu erreichen ist der Bielstein mit seiner Bielsteinkirche nur auf Wanderwegen, zum Beispiel auf dem Eder-Gelster-Weg, der die Eder im Westen und die Gelster im Osten miteinander verbindet.